# Radikal 78
Radikal 78 mit der Bedeutung „schlecht“ ist eines von den 34 traditionellen Radikalen der chinesischen Schrift, die aus vier Strichen bestehen.
Mit 29 Zeichenverbindungen in Mathews’ Chinese-English Dictionary kommt es relativ selten im Lexikon vor.
Variante: 歺; es gibt weitere Radikalzeichen, die diesen Zeichen ähnlich sehen. 

## Schriftzeichenverbindungen, die vom Radikal 78 regiert werden
| Striche | Zeichen                 |
| ------- | ----------------------- |
| +0      | 歹 歺                   |
| +02     | 死                      |
| +03     | 歼                      |
| +04     | 歽 歾 歿 殀 殁          |
| +05     | 殂 殃 殄 殅 殆 殇       |
| +06     | 殈 殉 殊 残             |
| +07     | 殌 殍 殎 殏 殐 殑 殒 殓 |
| +08     | 殔 殕 殖 殗 殘 殙 殚    |
| +09     | 殛 殜                   |
| +10     | 殝 殞 殟 殠 殡          |
| +11     | 殢 殣 殤 殥 殦          |
| +12     | 殧 殨 殩 殪 殫          |
| +13     | 殬 殭 殮                |
| +14     | 殯                      |
| +15     | 殰 殱                   |
| +17     | 殲                      |

 Im Unicodeblock Kangxi-Radikale ist das Radikal 78 unter der Codepointnummer 12.109 (U+2F4D) codiert.